# Amélie Harrault
 (avril 2020).
Amélie Harrault, née le 4 mai 1982 à Saumur, est une réalisatrice et directrice d'animation française.

## Biographie
Amélie Harrault a étudié aux Beaux-Arts de Toulouse puis à l’EMCA, école d’animation d’Angoulême. 
Elle a travaillé en tant que coloriste sur les courts-métrages Betty's Blues (2013) de Rémi Vandenitte et Le Troisième Œil de Jérôme Périllat (2014). Elle a par ailleurs collaboré à l’illustration et la mise en page des livres Je dirais que j’ai raté le train de Pierre Soletti et Le Magicien des mots, ainsi qu’aux recherches graphiques du générique de Du vent dans mes mollets de Carine Tardieu, et en tant que décoratrice sur la série Boris de Serge Élissalde.
Pour son premier court-métrage, Mademoiselle Kiki et les Montparnos, elle a reçu le César du meilleur court métrage d'animation en 2014,.
Elle a réalisé deux séries documentaires utilisant l'animation pour faire revivre des figures du passé : Les Aventuriers de l'art moderne en 2015 et L'Armée des romantiques en 2024. Elle en signe également la direction de l'animation. Ces séries ont été produites par Silex Films et diffusées sur Arte.
Amélie Harrault est depuis 2014 directrice artistique du studio d'animation Silex Animation à Angoulême, fondé par la société de production Silex Films.

## Filmographie

### Animation

#### Réalisatrice
- 2012 : Mademoiselle Kiki et les Montparnos
- 2015 : Les Aventuriers de l'art moderne
- 2015 : Le Principe Dada
- 2016 : Le Monde Moderne (clip vidéo de Calogero, album Les Feux d'artifice)
- 2024 : L'Armée des romantiques